# Mirta Varela
Mirta Varela (n. en 1961) es una escritora, docente e investigadora argentina, especializada en Historia de los medios de comunicación y cultura de masas. 

## Trayectoria
Es Magíster en Sociología de la cultura por la Universidad Nacional de General San Martín y doctora en Letras por la Universidad de Buenos Aires. Actualmente es investigadora Independiente del CONICET. También se desempeña como profesora Titular de la cátedra de Historia de los Medios de Comunicación -fundada por Jorge B. Rivera- en la Facultad de Ciencias Sociales (UBA).
Ha colaborado en los diarios La Nación y Página/12. Es autora de La televisión criolla, uno de los escasos textos sobre la historia de ese medio en la Argentina.
Dirige ReHiMe  una red de historia de los medios donde se concentran numerosas publicaciones e información sobre el tema. También edita los Cuadernos de Rehime 
En 2015, Mirta Varela recibió la Medalla Tecmerin, que otorga el Grupo de Investigación Televisión-Cine: Memoria, Representación e Industria (TECMERIN) de la Universidad Carlos III de Madrid.

## Obra
- Revolución, mi amor. El rock nacional 1965-1976. Buenos Aires: Biblos, 1988 (En colaboración con Pablo Alabarces)
- Los hombres ilustres del Billiken. Héroes en los medios y en la escuela. Buenos Aires: Colihue, 1994. ISBN 950-581-245-0
- Audiencias, cultura y poder. Estudios sobre televisión. Buenos Aires: Eudeba, 1999 (en colaboración con Alejandro Grimson) ISBN 950-2309-02-2
- La televisión criolla. Desde sus inicios hasta la llegada del hombre a la Luna 1951-1969. Buenos Aires: Edhasa, 2005. ISBN 950-9009-41-5
- Masas, pueblo, multitud en cine y televisión. Buenos Aires: Eudeba, 2013. (en colaboración con Mariano Mestman).ISBN 9789502321004